# 苏希达
苏希达（爪哇语：Suhita，约1406年—1447年），爪哇满者伯夷第六任君主。苏希达为第五任国王维卡拉玛瓦哈纳与维拉胡米（Wirahumi）所生之次女:242。维卡拉玛瓦哈纳和维拉胡米于1426年丧生于巴乐葛内战，同年，苏希达登基为王，统治满者伯夷王国至1447年，共21年之久。
苏希达是继其曾祖母俀布胡瓦纳·维佳雅敦卡德威之后，满者伯夷的第二个女王。爪哇达曼务兰传说在一个关于巴拉姆肯亚处女女王的故事中，称苏希达为“永生之主”。
在苏希达执政期间，曾与布拉邦岸王国开战。
在东爪哇省图隆阿贡县遗迹发现的一座雕塑已被一些考古学者鉴定为苏希达。 所穿着的皇室服装包括耳挂、项链、手镯、脚镯和挂在几条腰带上的吊坠。 在右手掌握一株莲花蓓蕾，象征着轮回转世。
苏希达在1447年去世，王位由其弟克达维惹亚继承。三年后（1451年）克达维惹亚去世，由别巴莫丹继位，王号“拉惹撒瓦哈纳”（Rajasawardhana），拉惹撒瓦哈纳登基两年后（1453年）薨，满者伯夷进入为期三年的无王时期。
1456年，克达维惹亚之子吉里沙瓦哈纳继任国王，执政十年，于1466年薨，由其子辛哈维卡拉玛瓦哈纳继任。